# (1441) Bolyai
(1441) Bolyai es un asteroide que forma parte del cinturón de asteroides y fue descubierto por György Kulin desde el observatorio Konkoly de Budapest, Hungría, el 26 de noviembre de 1937.

## Designación y nombre
Bolyai se designó al principio como 1937 WA.
Más adelante fue nombrado en honor del astrónomo húngaro Farkas Wolfgang Bolyai (1775-1856).

## Características orbitales
Bolyai está situado a una distancia media del Sol de 2,632 ua, pudiendo acercarse hasta 2,008 ua y alejarse hasta 3,257 ua. Su excentricidad es 0,2371 y la inclinación orbital 13,91°. Emplea en completar una órbita alrededor del Sol 1560 días.